# Liste des pièces commémoratives de 2 euros de 2010
Carte
- une pièce commémorative de 2 € émise
- pas de pièce commémorative de 2 € émise
- ne fait pas partie de la zone euro

Chronologie
2009 2011
Pour un article plus général, voir Pièce commémorative de 2 euros.
Une pièce commémorative de 2 euros est une pièce de 2 euros frappée par un État membre de la zone euro ou par un des micro-États autorisés à frapper des pièces de monnaie libellées en euro, destinée à commémorer un événement historique ou célébrer un événement actuel important. 
Cet article répertorie les 12 pièces commémoratives émises en 2010.
L'Espagne inaugure en cette même année le lancement de la série consacrée aux sites espagnols inscrits au patrimoine mondial de l'UNESCO.

## Pièces émises
| Allemagne                | Présidence de Brême au Bundesrat |                       |
|                          | Cette pièce est la cinquième de la première série de 16 pièces de 2 € commémoratives sur les Länder allemands. La représentation de l'hôtel de ville de Brême (classée au patrimoine mondial par l'Unesco en 2004), avec au premier plan la statue de Roland. En bas, à droite la légende BREMEN (Brême). Sur l'anneau externe de la pièce, l'indication du pays émetteur D et le millésime 2010 sont insérés respectivement en haut et en bas parmi les douze étoiles du drapeau européen. |                       |
| Graveur : Bodo Broschat  | \| Gravure sur la tranche : \| Date : \| Tirage : \| \| \| 29 janvier 2010 \| 30 millions de pièces[3] \| |                       |
| Gravure sur la tranche : | Date : | Tirage :              |
|                          | 29 janvier 2010 | 30 millions de pièces |

| Belgique                 | Présidence belge du Conseil de l'Union européenne en 2010 |                      |
|                          | Le logo de la présidence, c'est-à-dire les lettres stylisées EU et trio.be. Au-dessus du dessin, figure l'inscription BELGIAN PRESIDENCY OF THE COUNCIL OF THE EU 2010 (Présidence belge du Conseil de l'UE 2010) et, en dessous, le nom du pays émetteur BELGIE BELGIQUE BELGIEN. Sous le logo se trouve le millésime 2010. L'anneau externe de la pièce comporte les douze étoiles du drapeau européen. |                      |
| Graveur : Luc Luycx      | \| Gravure sur la tranche : \| Date : \| Tirage : \| \| \| 10 juin 2010 \| 5 millions de pièces \| |                      |
| Gravure sur la tranche : | Date : | Tirage :             |
|                          | 10 juin 2010 | 5 millions de pièces |

| Espagne                         | Centre historique de Cordoue, inscrit par l'UNESCO sur la liste du patrimoine mondial depuis 1984 |                      |
|                                 | Cette pièce est la première d'une série de pièces commémoratives sur les sites espagnols inscrits au patrimoine mondial de l'UNESCO. La pièce célèbre le premier site espagnol – le centre historique de Cordoue – inscrit par l'UNESCO sur la liste du patrimoine mondial en 1984. Elle représente la « forêt de piliers » de la Grande mosquée-cathédrale de Cordoue, témoin de l'art islamique en Europe, édifiée entre le VIIIe et le Xe siècle. L'anneau externe de la pièce comporte les douze étoiles du drapeau européen. |                      |
| Graveur : Alfonso Morales Munoz | \| Gravure sur la tranche : \| Date : \| Tirage : \| \| \| 3 mars 2010 \| 8 millions de pièces \| |                      |
| Gravure sur la tranche :        | Date : | Tirage :             |
|                                 | 3 mars 2010 | 8 millions de pièces |

| Finlande                    | 150e anniversaire du décret monétaire autorisant la Finlande à émettre des billets de banque et des pièces et de la création du mark finlandais |                       |
|                             | Le côté gauche du dessin représente un lion stylisé, issu du blason de la Finlande, et indique le millésime 2010. À droite figure une série de chiffres symbolisant la valeur des pièces. En bas apparaît l'indication FI du pays émetteur. L'anneau externe de la pièce comporte les douze étoiles du drapeau européen. |                       |
| Graveur : Reijo Paavilainen | \| Gravure sur la tranche : \| Date : \| Tirage : \| \| \| 29 octobre 2010 \| 1,6 million de pièces[7] \| |                       |
| Gravure sur la tranche :    | Date : | Tirage :              |
|                             | 29 octobre 2010 | 1,6 million de pièces |

| France                   | 70e anniversaire de l'appel du 18 Juin |                       |
|                          | Le buste du Général Charles de Gaulle, en uniforme, tête nue, lisant l'appel du 18 juin 1940, dans lequel est insérée l'indication du pays RF (pour République française), devant un micro caractéristique de l'époque. En haut le millésime 2010 et en dessous 70 ANS et APPEL 18 JUIN. L'anneau externe de la pièce comporte les douze étoiles du drapeau européen. |                       |
| Graveur :                | \| Gravure sur la tranche : \| Date : \| Tirage : \| \| \| 18 juin 2010 \| 20 millions de pièces \| |                       |
| Gravure sur la tranche : | Date : | Tirage :              |
|                          | 18 juin 2010 | 20 millions de pièces |

| Grèce                            | 2500e anniversaire de la bataille de Marathon |                        |
|                                  | La représentation d'un guerrier au-dessus d'un bouclier portant un oiseau symbolisant la naissance de la civilisation occidentale. Le dessin est entouré par les inscriptions ΜΑΡΑΘΩΝΑΣ 2500 ΧΡΟΝΙΑ (Marathon 2500 ans) et 490 Π.Χ. 2010 Μ.Χ. (490 av. J.-C. 2010 apr. J.-C.) et le nom du pays émetteur, ΕΛΛΗΝΙΚΗ ΔΗΜΟΚΡΑΤΙΑ. L'anneau externe de la pièce comporte les douze étoiles du drapeau européen. |                        |
| Graveur : Geórgios Stamatópoulos | \| Gravure sur la tranche : \| Date : \| Tirage : \| \| \| Octobre 2010 \| 2,5 millions de pièces[10] \| |                        |
| Gravure sur la tranche :         | Date : | Tirage :               |
|                                  | Octobre 2010 | 2,5 millions de pièces |

| Italie                   | 200e anniversaire de la naissance de l'homme politique italien Camillo Benso, comte de Cavour, le 10 août 1810 à Turin |                      |
|                          | L'effigie du comte de Cavour avec, à sa gauche, l'inscription verticale CAVOUR. L'indication du pays émetteur RI (pour Repubblica Italiana) figure à gauche et les années 1810 (année de sa naissance) et 2010 (millésime), à droite. L'anneau externe de la pièce comporte les douze étoiles du drapeau européen. |                      |
| Graveur : Claudia Momoni | \| Gravure sur la tranche : \| Date : \| Tirage : \| \| \| 15 mai 2010 \| 4 millions de pièces \| |                      |
| Gravure sur la tranche : | Date : | Tirage :             |
|                          | 15 mai 2010 | 4 millions de pièces |

| Luxembourg               | Armoiries du Grand-Duc |                |
|                          | À gauche, l'effigie du Grand-Duc Henri regardant vers la droite et, à droite, les armoiries du Grand-Duc, au-dessus desquelles figure le millésime 2010. En bas, l'indication du pays émetteur LËTZEBUERG. L'anneau externe de la pièce comporte les douze étoiles du drapeau européen. |                |
| Graveur :                | \| Gravure sur la tranche : \| Date : \| Tirage : \| \| \| 14 janvier 2010 \| 500 000 pièces[13] \| |                |
| Gravure sur la tranche : | Date : | Tirage :       |
|                          | 14 janvier 2010 | 500 000 pièces |

| Portugal                 | 100e anniversaire de l'instauration de la République du Portugal |                          |
|                          | Au centre, les armoiries portugaises et l'allégorie de la république, República, deux des symboles les plus représentatifs de la République portugaise, autour desquelles figurent le nom du pays émetteur REPÚBLICA PORTUGUESA et les années 1910-2010. L'anneau externe de la pièce comporte les douze étoiles du drapeau européen. |                          |
| Graveur : José Cândido   | \| Gravure sur la tranche : \| Date : \| Tirage : \| \| \| Septembre 2010 \| 2,035 millions de pièces \| |                          |
| Gravure sur la tranche : | Date : | Tirage :                 |
|                          | Septembre 2010 | 2,035 millions de pièces |

| Saint-Marin              | 500e anniversaire de la mort du peintre italien Alessandro di Mariano di Vanni Filipepi, dit Sandro Botticelli |                |
|                          | L'allégorie du Plaisir, l'une des trois Grâces dansantes, telle que représentée dans le tableau Le Printemps de Sandro Botticelli. En haut, le millésime 2010. À gauche, l'indication du pays émetteur SAN MARINO. L'anneau externe de la pièce comporte les douze étoiles du drapeau européen. |                |
| Graveur : Roberto Mauri  | \| Gravure sur la tranche : \| Date : \| Tirage : \| \| \| 7 septembre 2010 \| 130 000 pièces \| |                |
| Gravure sur la tranche : | Date : | Tirage :       |
|                          | 7 septembre 2010 | 130 000 pièces |

| Slovénie                 | 200e anniversaire du jardin botanique de Ljubljana |                     |
|                          | La représentation d'une plante de l'espèce Hladnikia pastinacifolia. Sous la plante, à gauche, figure son nom en arc de cercle, HLADNIKIA PASTINACIFOLIA. En cercle autour de l'image est inscrit le nom du pays émetteur SLOVENIJA, le millésime 2010 et la légende 200 LET•BOTANIČNI VRT•LJUBLJANA (200 ans•Jardin botanique•Ljubljana). L'anneau externe de la pièce comporte les douze étoiles du drapeau européen. |                     |
| Graveur : Gorazd Učakar  | \| Gravure sur la tranche : \| Date : \| Tirage : \| \| \| 10 mai 2010 \| 1 million de pièces \| |                     |
| Gravure sur la tranche : | Date : | Tirage :            |
|                          | 10 mai 2010 | 1 million de pièces |

| Vatican                                                              | Année du sacerdoce |                |
|                                                                      | La représentation d'un berger sauvant un agneau de la gueule d'un lion. En dessous du dessin, la légende ANNO SACERDOTALE (année sacerdotale). En haut, l'indication du pays émetteur CITTÀ DEL VATICANO. Le millésime 2010 apparaît à gauche du dessin. L'anneau externe de la pièce comporte les douze étoiles du drapeau européen. |                |
| Graveur : Guido Veroi (création) Ettore Lorenzo Frapiccini (gravure) | \| Gravure sur la tranche : \| Date : \| Tirage : \| \| \| 12 octobre 2010 \| 115 000 pièces \| |                |
| Gravure sur la tranche :                                             | Date : | Tirage :       |
|                                                                      | 12 octobre 2010 | 115 000 pièces |

## Compléments

### Lectures approfondies
- Olivier Fournier (dir.), €5 : €monnaies et €billets 1999-2009, Paris, Les Chevaux-Légers, 2009 (ISBN 978-2-916996-13-4)
- Catalogue euro, Monnaie et billets 2014, Geesthacht, Leuchtturm, 2014 (ISBN 978-3-00-026627-0)